# هرانمر (هندميني)
هرانمر (بالفارسية: هرانمر) هي قرية و مستوطنة تقع في إيران في قسم هندميني الريفي. يقدر عدد سكانها بـ 75 نسمة بحسب إحصاء 2016.